# Скъпа Мария Емилия
Скъпа Мария Емилия (на испански: María Emilia, querida) е перуанска теленовела, продуцирана от Хосе Енрике Крусият за Америка Продуксионес през 1999-2000 г. Теленовелата, адаптирана от мексиканската писателка и сценаристка Химена Суарес, е базирана на радионовелата Tú mundo y el mío, оригинална история от кубинската писателка Делия Фиайо.
В главните роли са Корайма Торес и Хуан Солер, а в отрицателните – Ана Патрисия Рохо и Лесли Стюарт. Специално участие вземат Ана Берта Еспин и Роберто Мол.

## Сюжет
Мария Емилия Пардо-Фигероа е млада жена, която е част от семейство, което в не толкова далечното минало е било едно от най-богатите семейства и с най-добро социално положение в Перу. След смъртта на бащата се разбира, че поради лошо управление от негова страна, единственото наследство, което оставя на семейството си, са дългове, които го разоряват и го изключват от света на висшето общество, към който принадлежи. Мария Емилия, брат и сестра ѝ, Аугусто и Моника, и баба им, доня Хосефина Бенавидес вдовица де Пардо-Фигероа, се налага да започнат новия си живот в бедния квартал на Лима Римак. Въпреки че Мария Емилия бързо се адаптира към скромния живот, благодарение на характера, който е наследила от покойната си майка, и помощта на съседите си, семейство Гомес, останалата част от семейството ѝ не може да приеме тази ситуация - те смятат, че това не е техният света и искат да се върнат в света, към който са принадлежали, преди да фалират и да си възвърнат привилегирования живот.
Мария Емилия работи от вкъщи като преводач, за да издържа семейството си, а понякога и като частен учител. Така пристига в дома на Агире, богато семейство, съставено от Франсиско, съпругата му Йоланда и двете им деца Алехандро и Габи. Мария Емилия отива да работи в този дом, за да дава частни уроци на Габи и когато среща Алехандро, по-големия ѝ брат, тя се влюбва в него от пръв поглед. Въпреки че в началото Алехандро иска само флиртува с нея, той в крайна сметка отговаря на чувствата на Мария Емилия и се обвързва с нея.
Любовта между Мария Емилия и Алехандро ще се сблъска с различни препятствия между членовете на двете семейства и бившата приятелка на Алехандро, Марсия.

## Актьори
- Корайма Торес – Мария Емилия Пардо-Фигероа
- Хуан Солер – Алехандро Агире Гонсалес
- Ана Патрисия Рохо – Моника Пардо-Фигероа
- Ана Берта Еспин – Йоланда Гонсалес де Агире
- Лусия Ирурита - Доня Хосефина Бенавидес вдовица де Пардо-Фигероа
- Мече Солаече – Ортенсия Гонсалес де Агире
- Орландо Фундичели – Едуардо Мендес
- Роберто Сен – Франсиско Агире
- Роберто Мол – Естебан Брисеньо
- Силвана Ариас – Сусана Пеня
- Родриго Санчес-Патиньо – Аугусто Пардо-Фигероа
- Ернесто Кабрехос – Дон Пруденсио Хара
- Стефани Кайо – Габриела Агире Гонсалес
- Джовани Сикия – Рикардо Мургия
- Хавиер Делгидис – Ернесто Фалкон

## Версии
Скъпа Мария Емилия е базирана на радионовелата Tu mundo y el mío от Делия Фиайо. Върху същата история са създадени и следните версии:
- Rosario, венецуелска теленовела от 1968 г., с участието на Марина Баура и Хосе Бардина
- Emilia, венецуелска теленовела от 1979 г., с участието на Елус Пераса и Едуардо Серано
- Tu mundo y el mío, аржентинска теленовела от 1987 г., с участието на Ноели Артеага и Данило Гереро
- Fabiola, венецуелска теленовела от 1989 г., с участието на Алба Роверси и Гилермо Давила
- Paloma, колумбийска теленовела от 1994 г., с участието на Нели Морено и Едмундо Троя